# Promozione Toscana 1986-1987
Nella stagione 1986-1987 la Promozione era sesto livello del calcio italiano (il massimo livello regionale). Qui vi sono le statistiche relative al campionato in Toscana.
Il campionato è strutturato in vari gironi all'italiana su base regionale, gestiti dai Comitati Regionali di competenza. Promozioni alla categoria superiore e retrocessioni in quella inferiore non erano sempre omogenee; erano quantificate all'inizio del campionato dal Comitato Regionale secondo le direttive stabilite dalla Lega Nazionale Dilettanti, ma flessibili, in relazione al numero delle società retrocesse dal Campionato Interregionale e perciò, a seconda delle varie situazioni regionali, la fine del campionato poteva avere degli spareggi sia di promozione che di retrocessione.

## Girone A

### Squadre partecipanti
| Squadra                  | Città                       |
| ------------------------ | --------------------------- |
| A.C. Alabastri Volterra  | Volterra (PI)               |
| U.S. Bozzano             | Bozzano (Massarosa) (PI)    |
| U.S. Capannoli S.B. 1949 | Capannoli (PI)              |
| Pol. Cascina             | Cascina (PI)                |
| U.S. Donoratico          | Donoratico (LI)             |
| Pol. Follonica           | Follonica (GR)              |
| S.S. Folgor Marlia       | Capannori (LU)              |
| U.S. Fucecchio           | Fucecchio (FI)              |
| U.S. Monsummanese        | Monsummano Terme (PT)       |
| U.S. Orbetello           | Orbetello (GR)              |
| U.S. Perignano           | Lari (Italia) (PI)          |
| U.S. Ponte a Moriano     | Lucca (LU)                  |
| G.S. Rosignano Solvay    | Rosignano Solvay (LI)       |
| A.C. Torrelaghese        | Torre del Lago Puccini (LU) |
| G.S. Tuttocalzatura      | Castelfranco di Sotto (PI)  |
| A.S. Venturina           | Venturina Terme (LI)        |

### Classifica finale
|  | Pos. | Squadra            | Pt | G  | V  | N  | P  | GF | GS | DR  |
|  | ---- | ------------------ | -- | -- | -- | -- | -- | -- | -- | --- |
|  | 1.   | Bozzano            | 40 | 30 | 14 | 12 | 4  | 48 | 24 | +24 |
|  | 2.   | Fucecchio          | 38 | 30 | 12 | 14 | 4  | 33 | 18 | +15 |
|  | 3.   | Venturina          | 36 | 30 | 14 | 8  | 8  | 42 | 37 | +5  |
|  | 4.   | Perignano          | 35 | 30 | 13 | 9  | 8  | 36 | 24 | +12 |
|  | 5.   | Folgor Marlia      | 33 | 30 | 8  | 17 | 5  | 43 | 34 | +9  |
|  | 6.   | Ponte a Moriano    | 32 | 30 | 11 | 10 | 9  | 33 | 27 | +6  |
|  | 7.   | Donoratico         | 32 | 30 | 7  | 18 | 5  | 26 | 21 | +5  |
|  | 8.   | Alabastri Volterra | 31 | 30 | 11 | 9  | 10 | 30 | 28 | +2  |
|  | 9.   | Tuttocalzatura     | 29 | 30 | 11 | 12 | 7  | 44 | 29 | +15 |
|  | 10.  | Monsummanese       | 28 | 30 | 7  | 14 | 9  | 31 | 36 | -5  |
|  | 11.  | Capannoli S.B.     | 27 | 30 | 7  | 13 | 10 | 31 | 44 | -13 |
|  | 12.  | Cascina            | 26 | 30 | 8  | 10 | 12 | 26 | 35 | -9  |
|  | 13.  | Rosignano Solvay   | 25 | 30 | 6  | 13 | 11 | 21 | 31 | -10 |
|  | 14.  | Orbetello          | 24 | 30 | 7  | 10 | 13 | 22 | 36 | -14 |
|  | 15.  | Follonica          | 22 | 30 | 4  | 14 | 12 | 26 | 40 | -14 |
|  | 16.  | Torrelaghese       | 17 | 30 | 2  | 13 | 15 | 33 | 61 | -28 |

## Girone B

### Squadre partecipanti
| Squadra                   | Città                           |
| ------------------------- | ------------------------------- |
| A.C. Aglianese            | Agliana                         |
| U.S. Antella              | Bagno a Ripoli (FI)             |
| U.P. Bibbienese           | Bibbiena (AR)                   |
| U.S. Castiglionese        | Castiglion Fiorentino (AR)      |
| U.S. Cavriglia            | Cavriglia (AR)                  |
| Pol. Chiusi               | Chiusi (SI)                     |
| U.S. Cortona Camucia      | Cortona (AR)                    |
| Pol. Firenze Ovest        | Firenze (FI)                    |
| U.S.C. Montelupo          | Montelupo Fiorentino (FI)       |
| U.S. Pontassieve          | Pontassieve (FI)                |
| Pol. Pratovecchio         | Pratovecchio (AR)               |
| S.C. Resco Reggello       | Reggello (FI)                   |
| A.C. Sangiovannese S.r.l. | San Giovanni Valdarno (AR)      |
| U.S. Soci                 | Soci (Bibbiena) (SI)            |
| S.S. Staggia              | Staggia Senese (SI)             |
| U.S. Tegoleto             | Civitella in Val di Chiana (AR) |

### Classifica finale
|  | Pos. | Squadra         | Pt | G  | V  | N  | P  | GF | GS | DR  |
|  | ---- | --------------- | -- | -- | -- | -- | -- | -- | -- | --- |
|  | 1.   | Bibbienese      | 39 | 30 | 12 | 15 | 3  | 27 | 12 | +15 |
|  | 2.   | Aglianese       | 39 | 30 | 12 | 15 | 3  | 37 | 26 | +11 |
|  | 3.   | Sangiovannese   | 38 | 30 | 13 | 12 | 5  | 40 | 22 | +18 |
|  | 4.   | Tegoleto        | 36 | 30 | 13 | 10 | 7  | 30 | 18 | +12 |
|  | 5.   | Pratovecchio    | 34 | 30 | 12 | 10 | 8  | 31 | 27 | +4  |
|  | 6.   | Cortona Camucia | 32 | 30 | 10 | 12 | 8  | 31 | 30 | +1  |
|  | 7.   | Firenze Ovest   | 31 | 30 | 10 | 11 | 9  | 30 | 26 | +4  |
|  | 8.   | Chiusi          | 31 | 30 | 7  | 17 | 6  | 29 | 27 | +2  |
|  | 9.   | Antella         | 31 | 30 | 8  | 15 | 7  | 26 | 25 | +1  |
|  | 10.  | Cavriglia       | 29 | 30 | 8  | 13 | 9  | 28 | 28 | 0   |
|  | 11.  | Pontassieve     | 27 | 30 | 5  | 17 | 8  | 21 | 25 | -4  |
|  | 12.  | Soci            | 27 | 30 | 8  | 11 | 11 | 24 | 36 | -12 |
|  | 13.  | Castiglionese   | 27 | 30 | 7  | 13 | 10 | 21 | 28 | -7  |
|  | 14.  | Staggia         | 22 | 30 | 6  | 10 | 14 | 22 | 31 | -9  |
|  | 15.  | Montelupo       | 21 | 30 | 4  | 13 | 13 | 28 | 39 | -11 |
|  | 16.  | Resco Reggello  | 16 | 30 | 4  | 8  | 18 | 20 | 45 | -25 |

Bibbienese promossa dopo spareggio con l'Aglianese:

Bibbienese - Aglianese 2-1.